# Miranda Cosgrove
Miranda Taylor Cosgrove, född 14 maj 1993 i Los Angeles, Kalifornien, USA, är en amerikansk skådespelare och sångerska. Hennes karriär började 1996 redan vid 3 års ålder då hon gjorde reklamfilmer. 2001 sågs hon av en agent som var så imponerad av hennes uppträdande på en restaurang att han skrev upp henne för ett antal mindre roller i reklamfilmer. Cosgrove är mest känd som Carly i iCarly på Nickelodeon. Hon har också varit med i The Good Wife (biroll) där hon spelar sig själv.

## Filmografi
- School of Rock
- Yours, Mine and Ours
- Here Comes Peter Cottontail: The Movie
- Keeping Up with the Steins
- Drake & Josh Go Hollywood
- Merry Christmas Drake & Josh
- The Wild Stallion
- Dumma mej
- Big Time Christmas
- 7 Secrets with Miranda Cosgrove
- Our Deal
- Dumma mej 2
- Training Wheels
- Gru's Girls
- The Intruders
- Dumma mej 3
- 2025 – The Wrong Paris

## TV
- Smallville episod pilot
- Grounded for Life episod You Better You Bet
- What's New, Scooby-Doo? Röst episod A Terrifying Round with a Menacing Metallic Clown
- Drake & Josh huvudroll
- Lilo & Stitch: serien Röst episod Shush: Experiment & Morpholomew: Experiment
- Zoey 101 episod Paige at PCA
- Just Jordan episod Piano Stressin
- Unfabulous episod The Talent Show
- iCarly huvudroll
- The Naked Brothers Band Episod Mystery Girl
- The Good Wife episod Bad Girls
- Girlfriend in a Coma